# Goran Skrobonja
Goran Skrobonja (Beograd, 28. ožujka 1962.) srpski je pisac, prevoditelj, scenarist i pravnik.

## Životopis
Diplomirao je na Pravnom fakultetu u Beogradu. Od 1986. do danas bavio se profesionalno vanjskom trgovinom, a 2009. postao je glavni tajnik Srpskog udruženja izdavača i knjižara (SUIK) iz Beograda.
Od 1985. godine piše i objavljuje književne radove iz područja fantastike. Svoju je prvu priču objavio u Siriusu 1986. godine, a pažnju na sebe skrenuo je djelima objavljenim u antologijama Tamni Vilajet i časopisu Znak sagite.
Do sada je objavio romane Nakot (1994.) i Čovek koji je ubio Teslu (2010.); zbirke priča Od šapata do vriska (1996.), Šilom u čelo (2000.) i Tihi gradovi (2007.). Zajedno s Draganom R. Filipovićem i Bobanom Kneževićem, zastupljen je u antologiji trojice autora Trifid (2001).
Priredio je zbirke srpske slipstream proze Beli šum (2008.) i Istinite laži (2009.).
Više je godina uređivao fanzin Emitor, a bio je i predsjednik društva Lazar Komarčić.
Istaknuto mjesto u njegovom prevoditeljskom opusu drže ciklusi o Hiperionu, Endimionu i Ilionu Dana Simmonsa, kao i o Mračnoj kuli Stephena Kinga.
S Vladimirom Vesovićem i Draženom Kovačevićem svoju je novelu Točak (objavljenu 1987. u Alefu) uobličio u istoimeni strip, koji je 2003. godine, na natječaju francuske izdavačke kuće Glenat, osvojio prvu nagradu.
Zajedno s Rastkom Ćirićem radio je na glazbenom projektu Rubber Soul, pišući, skladajući i izvodeći pjesme Beatlesa, koje ovi nikada nisu snimili.

## Nagrade i priznanja
Dobitnik je više nagrada Društva ljubitelja fantastike Lazar Komarčić: za roman Nakot, za novele Gumena duša, Sveti rat i Supernova, kao i za prijevod romana Plavi motel. Dobitnik je nagrade Ljubomir Damnjanović za priču U 5 i 15 za Nekropolis (2007.).

### Romani
- Nakot (1994.)
- Čovek koji je ubio Teslu (2010.);

### Zbirke
- Od šapata do vriska (1996.), Šilom u čelo (2000.) i Tihi gradovi (2007.)

## Vanjske poveznice
- http://www.goranskrobonja.com/  Arhivirana inačica izvorne stranice od 1. ožujka 2011. (Wayback Machine)

 Napomena: Ovaj tekst ili jedan njegov dio preuzet je s internetskih stranica SFere ili SFeraKona. Vidi dopusnicu za Wikipediju na hrvatskome jeziku.